# كارل شاي
كارل شاي (بالإنجليزية: Carl Shy)‏ مواليد 13 سبتمبر 1908 في لوس أنجلوس - الوفاة 17 ديسمبر 1991، كان لاعب كرة سلة أمريكي. بلغ طوله 6 قدم 1 بوصة (1.9 م). مثّل منتخب بلاده. شارك في دورة الألعاب الأولمبية الصيفية سنة 1936. لعب كرة السلة الجامعية في جامعة كاليفورنيا.

## الميداليات
| الميدالية | المسابقة                       |
| --------- | ------------------------------ |
| ذهبية     | الألعاب الأولمبية الصيفية 1936 |

## روابط خارجية
- كارل شاي على موقع سبورتس رفرنس (الإنجليزية)
- كارل شاي على موقع أوليمبيديا (الإنجليزية)